# Inchcolm
Inchcolm (écossais : Innis Choluim - "Île de Columba") est une île située sur le Firth of Forth, à l'est du Forth Bridge, au sud d'Aberdour (région de Fife), et au nord d'Édimbourg, en Écosse.
L'intérêt principal de cette île réside dans l'abbaye augustine d'Incholm qui s'y dresse et qui constitue l'exemple de construction monastique le plus remarquablement conservé d'Écosse.  Autrefois et sans doute en raison de sa dédicace à Colomba, on la surnommait parfois « Iona de l'est ».
L'île abrite un monument de pierre dénommé hogback (conservé avec d'autres ouvrages de pierre dans le centre de visite de l'abbaye), qui pourrait être le plus ancien (fin du Xe siècle ?) monument remontant à l'époque des colons danois du nord de l'Angleterre. Selon une source médiévale, ce monument était jadis surmonté d'une croix.
L'île peut être divisée en trois parties : la partie orientale, où des opérations de défense étaient organisées lors de la Seconde Guerre mondiale, la partie basse de l'île, située au centre, abritant un petit port naturel et des boutiques, et la grande partie occidentale, habitat d'une vaste colonie de mouettes et de fulmars.  On trouve régulièrement des phoques sur les rochers affleurant sur les côtes de l'île.

## Défenses militaires
Durant la Première Guerre mondiale et la Seconde Guerre mondiale, Inchcolm a été l'objet de travaux de fortifications. En plus d'une batterie de mitrailleuse, la 576 Cornwall Works Company (les Royal Engineers) construisit un tunnel sous une colline à l'extrémité orientale de l'île. Le tunnel remonte à 1916-17.

## Tourisme
On peut aller à Inchcolm grâce à un ferry de la compagnie South Queensferry, le Maid of the Forth, auquel on accède au Forth Bridge.